# Fouju
Fouju ist eine französische Gemeinde mit 631 Einwohnern (Stand 1. Januar 2022) im Département Seine-et-Marne in der Region Île-de-France. Der Ort in der Brie ist über die Landstraße D57 zu erreichen.

## Sehenswürdigkeiten
- Kirche Sainte-Marie-Madeleine, erbaut ab dem 13. Jahrhundert
- Taubenturm aus dem 18. Jahrhundert